# ウォーレン・マニング
ウォーレン・マニング（英語：Warren Manning、Warren Henry Manning、1860年-1938年) は、19世紀後半から20世紀前半にかけて活躍したアメリカ人ランドスケープアーキテクト。マサチューセッツ州生まれ。
ランドスケープデザイナーであり、ガーデンデザインへの非整形式で自然主義的な「ワイルドガーデン」のアプローチを推進していた。自身のデザインでは「空間構造とその性格」のために選択的な剪定のプロセスを通して既存の植物相を強調した（Karson、1997）。他方、アメリカの景観保全を提唱するマニングは、 アメリカ造園家協会ASLAの設立における重要人物であり、 国立公園システムの提唱者でもあった。 

## 作風
往時のランドスケープデザインにおいて一般的だった形式主義的アプローチに対し、原生の植物を活用するなど、自然主義的なアプローチのデザインを強調していた人物。この種の代表作に、クリーブランドの実業家ウィリアム・"グウィン"・メイザーから依頼され、チャールズ・A・プラットらと協働した「Gwinn wild garden」（The Muses of Gwinn）など。また、新たな排水・衛生システムを利用したペンシルベニア州ハリスバーグの公園デザインや、科学的に排水道データを収集し駆使して作成されたアラバマ州バーミングハムの都市計画（1919年）など広域規模のものの実績もある。1915年から1916年にかけては、アメリカの土地保全を提唱する大規模なマッピングプロジェクトの国土計画にも取り組んでいる。これは1910年頃、アメリカでは電気が一般的に利用できるようになってライトテーブルがつくられるようになり、これによりトレースの作業が容易になったのだがこのライトテーブルを用いて、オーバーレイという今日も行う分析手法を初めて行ったことが知られる。何枚もの主題図を重ねて新しい情報を得ようとしたのである。彼はこの手法を用いて、マサチューセッツ州Billericaの開発・保全計画を作成した。この時期には既に、基礎的な地図は作成されており、一般に公開されていた。
マニングは土壌図や河川図,森林図などを何百枚も集めて、ライトテーブルを用いたオーバーレイにより、アメリカ全域のランドスケープ・プランを作成した。その中身は、1923年の『LandscapeArchitecture』誌に掲載され、そこでは将来的な市街地とともに,国立公園やレクリエーション地域が示されている。高速道路網や長距離のハイキング道など,今日実際に存在するものも含まれて、そこには広域的な地域計画に含まれるべき要素の全てが既に示されている。1920年頃にこうしたアメリカ全土を対象としてこのような分析を行っていたことは驚くべきこととされ、ランドスケープ・プランニングの歴史においてこの業績は最も大胆かつ勇敢なそして最も創造的なものとして賞賛に値するものとみられている。

## 経歴
マサチューセッツ州レディングで 、親御は養樹園を所有し運営していた。マニングが植物材料についての幅広い知識を開発したのはこのためで、父ヤコブはアンドリュー・ジャクソン・ダウニングの兄弟であるチャールズが所有するダウニング園を含む、他の養樹園への訪問や植物探検に彼を連れていくことによって、園芸への息子の興味を養ったという（Karson、2000）。  マニングはまた母親である水彩画家のリディアを、家の庭に晒して「鳥、花、ヒキガエル、蝶、カブトムシ」と指摘することで自然を発見することに感謝したと述べている（Karson、1997）。マニングは幼少期「砂と泥の丘、谷、トンネル、家、道路、そしてプールのある庭園をモデル化した」と描いた（Karson、1997）。1884年に、この発露は父親の園でのインターンシップ経験と相まって、「アメリカをより住みやすい場所」にし、職業としてのランドスケープデザインの選択を望んでいく。
1884年、26歳のマニングは兄James Warren Manningの顧客に向けてランドスケープデザインを行っていた。それまでは、園芸場農園を経営していた父の下で働く。その後アーノルド植物園の勉強会に参加し、同植物園での見習いとして参加期間中に植物の知識を進める。最終的にマニングの最大に影響を与えたものの一つになるかが予見された。この間マニングはまた ホワイトマウンテン（ニューハンプシャー州）で植物狩猟旅行に行く時間を見つけている（Stan Hywet Hall and Gardens 2007）。
1885年、マニングは妻になるネリー・ハンブリンプラットと結婚。  3年後、彼は「ランドスケープの職業で最も著名な人物」の会社を探しだし、父親の園を退職（Stan Hywet Hall and Gardens 2007）。捜索は時代の最も影響力のあるランドスケープアーキテクトのうちの1人のオフィスに到着させた。フレデリック・ロー・オルムステッドである。 
1887年、オルムステッドの設計事務所に入所し、オルムステッドオフィスで豊富な園芸の知識を駆使し植栽設計に従事。
ここで、マニングの植物材料に関する幅広い知識が、1893年のシカゴコロンビア博覧会などのプロジェクトの植栽デザインに利用された。  マニングは、最終的な植栽計画と公園の園芸展示の設置を担当した（Karson、1997）。
8年間在籍し、その間22の州に渡る120ものプロジェクトに参加したという。
その中にはチャールズ・エリオットのもとでの、ボストン・メトロポリタンパークシステムも含まれる。エリオットの下でのオーバーレイ分析の技術を理解し、彼はその後も自然資源や人口と経済といった社会動向などについて大量のデータ源を利用し、アメリカの国土計画を開発し続けた。
設計に際して植物スケッチを徹底し、また大規模なサイトの調査や地形のオーバーレイのスケッチ、道路、水の機能、等のリソース計画を練るという手法は、マニングのキャリアの中で繰り返し使用されている。
オルムステッド事務所では、アッシュビル・ジョージ・ヴァンダービルトのビルトモア・エステート、ノースカロライナ州とミルウォーキー、バッファロー、ロチェスター、シカゴ、トレントンとワシントンD.C.の広大な公園のデザインを経験した。当初は植栽監督者としてサインしていたが、豊富な園芸知識はすぐに会社側として権限業務を拡大、8年間勤めた間、彼は22の州で125のプロジェクトに参加した。オルムステッドの下で働く一方で、後のキャリアの中で重要な役割を果たす計画産業現場での貴重な経験を得ている。
シカゴ万国博覧会 (1893年)の会場設計では、最終的な植林スキームと公園の園芸ディスプレイを担当している。植物の幅広い知識は、そのようなプロジェクトの植栽設計に利用された。シカゴ博の会場デザイン手法は建築デザインと市街の都市美に基づいていたが、マニング担当分は、自然美として適応可能なリソースから風景理論をみるという別の手法で設計した。こうしたアプローチは、一般的に非常時対照的であった、都市内で記念碑的にデザインされた市民センターと、ボザール様式が強調された建築スタイルの公共建物らが会場周辺に林立していたためともされ、このアイデアは、後に手がける風景のデザインの多くに適用される"野生の庭"の基礎となった。
1896年には、オルムステッドオフィスに所属しながら、ボストンで個人の事務所を立ち上げて個人での受託も開始する。同年マニングはオルムステッド事務所を離れ、 ボストンコモン近くのトレモントストリートで事業を開始。オルムステッドが彼の息子とパートナーのチャールズ・エリオットの両方に自分のビジネスを引き継がせることを知って、自分で始めることを決めた（Karson、2000）。1901年からは自身の弟とブライアント・フレミングがパートナーとして入所し協働する。事務所は1938年になくなるまで存続し、その間にフレッチャー・スティールやダン・カイリーなども彼の元で修行している。
会社を辞めるとき、オルムステッドは同時に約15件もの仕事を得ることを許可した。これらのクライアントのうちの1人がウィリアム・グウィン・メイサー（William Gwinn Mather）で、以降彼はマニングを心から支えており、オハイオ州クリーブランド近郊の自宅の設計など、生涯を通じて60の設計および計画プロジェクトに彼を採用していた（Karson、1997）。担当を通じてマニングは彼に興味を沸かせたスタイルのデザインを追求することができるようになる。そのスタイルは主にアメリカの風景に適応した18世紀のイギリスのロマンチックなスタイルで、自然の植物が散りばめられた広大で自然風なデザインであった（Stan Hywet Hall and Gardens 2007）。  チャールズ・ジレットは1909年から1911年に彼のオフィスで見習いを務めた。 
1919年、マニングの才能は彼をアラバマ州バーミンガムに導き、そこで彼はその都市のために新しいデザインに取り組む。 彼は「利用可能な資源によって決定される複数の近隣に拠点を置くセンター」を含む急進的な資源ベースの計画を推奨（Karson、2001）。また、都市全体で公園の重要性を指摘し、「最も設計されている都市は、その面積の約8分の1が公園に、1エーカーが75人にのぼる」と述べている（Manning、1919）。このアプローチは、記念碑的な市民会館とボザール様式の建築様式の公共建築物を強調した当時の人気のある都市美運動とは正反対であった（Karson、2001）。シカゴコロンビア博覧会の建築デザインは都市美運動に基づいていた。しかしその時、彼自身自然において利用可能な資源に基づいていた彼自身のランドスケープ理論に従って異なる道へと渡る。そしてこのアイデアは、彼が多くのランドスケープデザインに適用した「ワイルドガーデン」を創造する基礎となる。
彼の経歴の中では、いくつかの公園のデザイン、私有地計画、都市計画、大学のキャンパス、敷地設計、ゴルフコース、そして政府やコミュニティのプロジェクトを含む1700以上のプロジェクトに取り組んでいる。マニングの兄弟は、1901年から1904年の間にビジネスパートナーシップとして彼に加わる。ブライアント・フレミング （1877-1946）はこの期間中彼のために働いた。   彼らは一緒にペンシルベニア州ハリスバーグで革新的な公園設計を新しい排水と衛生システムを利用して作成した。
その後うつ病となり、その間にはマニングのやり方はうまくいっておらず、1930年代までは非常に少ない手数料しか受け取っていなかった。1938年、マニングは78歳のとき心臓発作で亡くなる（Karson、2001）。
彼の晩年の論文はマサチューセッツ大学ローウェル 大学とアイオワ州立大学 で集められている。  彼が寄付した土地でマサチューセッツ州 ビレリカにある州立森林は彼にちなんで名付けられた。

## 著しい貢献
オルムステッドの会社を辞めてから3年後の1899年に、造園家のための専門的組織の設立を支援することを求めてエリオットへ便りを書く。しかしながら、エリオットは、公的な協会を作ることにもっと興味を持っていた。 このアイデアの最終結果はアメリカ市民協会になる。これが設立された後、マニングはプロの組織を作るという野望に戻る。オルムステッド兄弟の助けを借りて、1899年にアメリカ造園家協会の11人の憲章会員がニューヨークで初めて会合をもつ。1914年には、マニングが会長に就任する（Karson 2000）。
マニングは影響力のあるランドスケープアーキテクトであることに加えて、アメリカの荒野の保全の熱心な支持者でもあった。このように、マニングは大規模なマッピングプロジェクト（1915-1916）に取り組み、アメリカの土地の保全を主張する「国家計画」を書いている。
マニングは初期入植地時代の家、マサチューセッツ州ビレリカのマニングマンスの修復を担当した。 1696年ごろのもので 1890年代から退化しており、マニングは慎重にホームステッドを修復に導く。彼は生涯夏の家としてそれを所有していた。また、ホームステッドを囲む広い土地を購入し、しばらくの間オフィスともしていた。この土地の大部分は現在、 ウォーレンH.マニング州立森林の中心地である。

## 代表作

### マニングの「野生の庭園」
キャリア初期段階からランドスケープデザインで当時普及していた形式的アプローチに反対し、在来の植物および自然主義なより自然主義的アプローチを強調した。19世紀後半の整形式庭園はより対称的なデザインと装飾の広範な使用に大きく依存していたが、マニングは野生の園芸を「最低限の手入れを必要とする丈夫な植物の植民地のような植栽に関係するその種の花卉栽培」と説明している（Karson、2001）。初期の未発表のエッセイ「The Nature Garden」で、次のように書いている。
造園家がまず既存の条件の美しさを認識し、選択的間伐による開発計画では場違いな材料の排除によってこの細部までこの美しさを発展させる新しいタイプの園芸についてあなたに考えてもらいたいです。すべての自然な地上被覆植生を破壊することによって、あるいは既存の土壌の輪郭、特徴、および水の文脈を修正することによってではなく、グラビングし、そしてトリミングする。
選択的な間引きと刈り込みについてのこの考えは、マニングの景観理論の中心にあり、自身のデザインに地衣類と菌類を強調し、風景の中で最もディテールにこだわった。

### グウィン：ワイルドガーデン
1907年に、クリーブランド - クリフアイアンカンパニーの所有者であるウィリアム・グウィン・メイザー は、チャールズ・A.プラットと一緒にオハイオ州クリーブランドに所有する所産敷地を設計するようにマニングに依頼した。マニングとプラットは一緒に仕事をするために雇われたが、多くの場面で同じ土地の景観デザイン感は相反した。よりフォーマルなデザイナーであるプラットはパス、ゲート、その他の建築要素を強調し、マニングは彼のデザインを「ワイルドガーデン」アプローチに基づいている（Karson、1995）。マニングは敷地の既存の植物を目録にまとめ、選択的な剪定と間伐で、優雅な植栽群とスペースを作成した。マニングはまた ミシガンからの野生の花やノースカロライナからのシャクナゲを含め近隣の州から植物を出荷した（Karson、2004）。1912年、メイザーはクリーブランドに隣接する別の大きな土地を購入し、そこではマニングが別の「野生の庭園」を設計した。
2007年以来この庭園は、一般に公開されていない。 

### その他
住宅庭園
FAとGertrude Seiberling  - オハイオ州アクロンのSTAN HYWET HALL&GARDEN（旧セイバーリング邸）は、彼の作品の最も優れた例の1つであり、一般に公開されている 
ヒル＝ステッド美術館（コネチカット州ファーミントン）
ルイス山 - シャーロッツビル、バージニア州
- グスタヴ・パブスト邸庭園（ウィスコンシン州ミルウォーキー）
- オーギュスト＆アドルフ・ブッシュ邸庭園（イリノイ州セントルイス）
- サイラスとハリエット（Cyrus and Harriet）マコーミックの湖畔別荘庭園（イリノイ州レイクフォレスト）
- JJボーランド=カムデン邸庭園（メイン州）
- クレメント・グリスコム（Clement Griscom）邸庭園（ペンシルバニア州ハーバーフォート）

公園システム
ウィルコックスパーク - ロードアイランド州ウェスタリー 記念図書館協会
マッキナックアイランド州立公園 （ミシガン州）
ウィスコンシン州ミルウォーキー、ミネソタ州ミネアポリス、ロードアイランド州プロビデンス、ケンタッキー州ルイビル、オハイオ州シンシナティ、ペンシルベニアといった都市の公園システムを手がける。
コミュニティ
ロングビューガーデンズ - ノースカロライナ州ローリー
ミシガン州グウィン
マウンテンブルック、アラバマ州
ベルビュー公園 - ハリスバーグ、ペンシルベニア州
アリゾナ州ウォーレン
- シャタクア湖集会場のための建築的に豪華な総合計画案（1903年、建築家のアルバートケルシーや彫刻家のマッシーリンドらと計画。それ自体がモデル都市として公共空間改良全般の最も効果的な実地教育を行う場を目指すものであった）
- ウェスタリー記念図書館協会ウィルコックスパーク（ロードアイランド・ウェスタリー）
- ペンシルベニア州エッジワース（市民団体からの依頼、1906年）ニューヨーク州イサカ（地方政府からの依頼、1908年）マジソン（市民団体からの依頼、1909年）などの都市マスタープランニング。

大通り街路設計
ビスケーン大通り フロリダ州マイアミ - ビスケーン大通り
アラバマ州マウンテンブルックの大通り